# موتالتشاتا
موتالتشاتا (بالإيطالية:  Mottalciata)‏ هي بلدية في مقاطعة بييلا في إقليم بييمونتي في إيطاليا.

## السكان
في سنة 1861 بلغ عدد السكان 1٬368 نسمة، وتطور العدد ليصل في سنة 2011 لـ 1٬431 نسمة.
يظهر هذا المخطط البياني تطور النمو السكاني لـ موتالتشاتا